# Bací

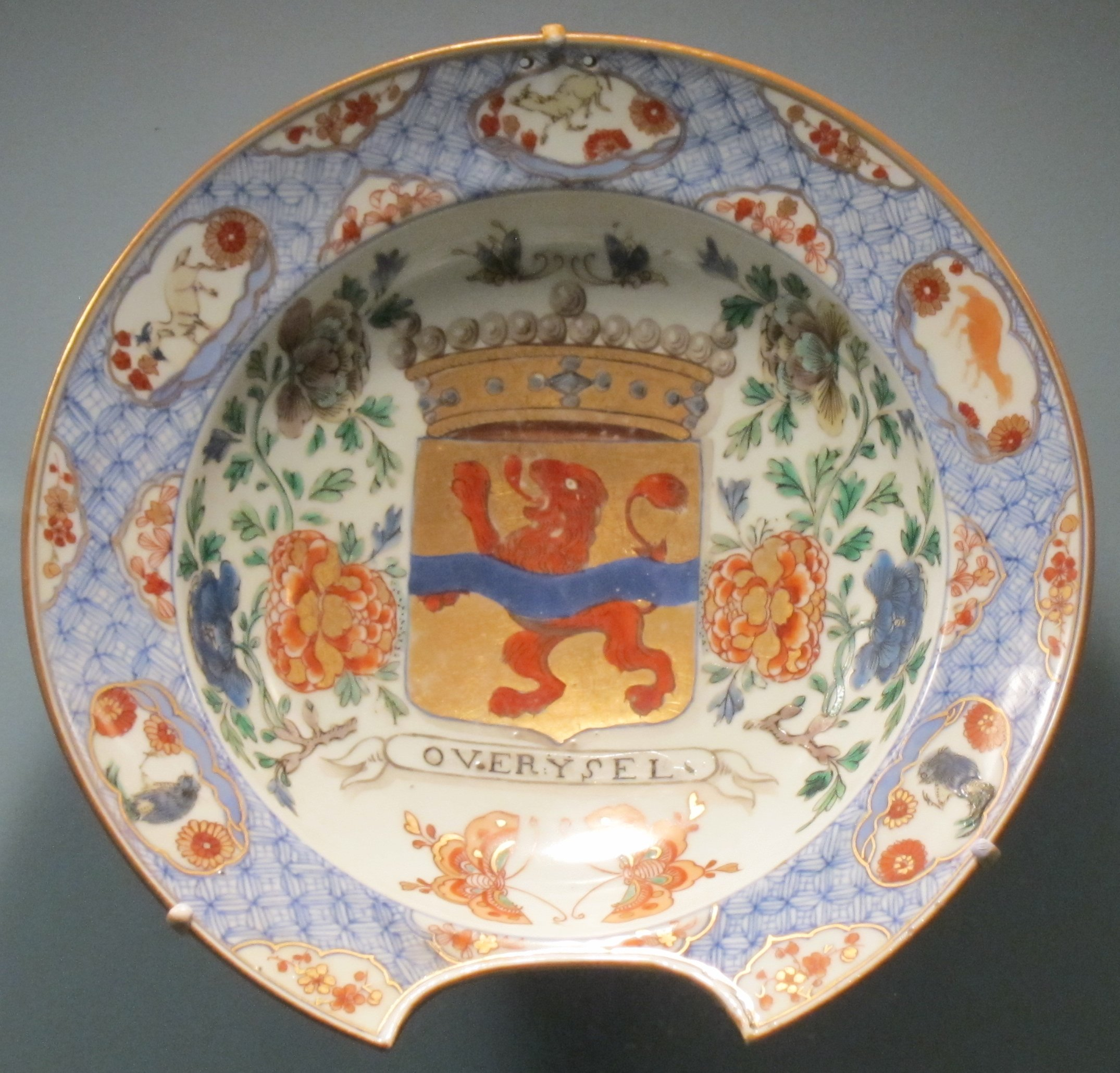
Bací de porcellana xinesa (c. 1700), amb l'escut d'armes d'una família holandesa.

Es deia  bací, a una mena de tassa (recipient gran) de metall o de fang, ampla i en general rodona, que tenia diferents usos. En particular, rebia aquest nom la que usaven els barbers per humitejar i ensabonar la barba. S'utilitza també com a sinònim de bacina: tassa gran, profunda i estesa que s'utilitza per a rentar-se.
Antigament, també s'anomenava així la tassa de les fonts.

## Curiositat
Com a curiositat, l'elm que tria Don Quixot per a dur en les seves aventures és un bací de barber.